# 鮒田英一
鮒田 英一（ふなだ えいいち、1955年〈昭和30年〉12月6日 - ）は、日本の海上自衛官、第47代自衛艦隊司令官。最終階級は海将。

## 略歴
東京都出身。東京都立戸山高等学校を経て、東京大学法学部を卒業し、1980年（昭和55年）に海上自衛隊入隊。入隊後は主に航空部隊や海上幕僚監部等で勤務し、1992年にハーバード大学ケネディ・スクールよりMaster of Public Administration取得。その後、海幕監察官、人事教育部長、教育航空集団司令官、海幕副長等の要職を歴任し、2014年（平成26年）3月、第47代自衛艦隊司令官に就任。一年半在職したのち、2015年（平成27年）8月4日に退官した。

## 年譜
- 1979年（昭和54年）3月：東京大学法学部卒業[4]
- 1980年（昭和55年）4月：第31期一般幹部候補生として海上自衛隊入隊（防大24期相当）
- 1994年（平成06年）7月：2等海佐に昇任
- 1996年（平成08年）3月：海上幕僚監部人事教育部人事課
- 1998年（平成10年）8月：第5航空隊副長
- 1999年（平成11年）1月：1等海佐に昇任
- 2000年（平成12年）6月：海上幕僚監部防衛部防衛課
- 2001年（平成13年）1月4日：海上幕僚監部防衛部防衛課編成班長
- 2002年（平成14年）8月1日：第1航空隊司令
- 2003年（平成15年）7月1日：統合幕僚会議第5幕僚室防衛企画調整官 兼 総括班長
- 2005年（平成17年）7月28日：海将補に昇任、第22航空群司令
- 2007年（平成19年）3月28日：舞鶴地方総監部幕僚長
- 2008年（平成20年）12月1日：海上幕僚監部監察官
- 2009年（平成21年）7月21日：海上幕僚監部人事教育部長
- 2011年（平成23年）8月5日：海将に昇任、教育航空集団司令官
- 2012年（平成24年）7月26日：海上幕僚副長
- 2014年（平成26年）3月28日：第47代 自衛艦隊司令官
- 2015年（平成27年）8月4日：退官